# Walderez de Barros
Walderez Mathias Martins de Barros, mais conhecida apenas como Walderez de Barros (Ribeirão Preto, 31 de outubro de 1940), é uma atriz e produtora brasileira.

## Biografia
Vinda de uma família de ascendência italiana e espanhola, Walderez nasceu na cidade de Ribeirão Preto, no estado de São Paulo, em 31 de outubro de 1940. Iniciou formação acadêmica no curso de filosofia, na  Universidade de São Paulo (USP) e, concomitantemente, começou a atuar no teatro estudantil. Iniciou integrando um grupo ligado ao Centro Popular de Cultura da UNE - CPC, com a peça "O Balanço", uma criação coletiva dirigida por Fauzi Arap, em 1961.
Ao longo dos anos subsequentes, a atriz começou a frequentar o teatro estudantil do Teatro de Arena e, posteriormente, empeçou estudos de interpretação com Eugênio Kusnet, no Teatro Oficina. Foi em 1963 que Walderez fez sua estreia profissional no teatro no espetáculo Onde Canta o Sabiá, de Gastão Tojeiro, sendo dirigida por Hermilo Borba Filho.
Em 1962 conheceu o dramaturgo Plínio Marcos, com quem se casou em 1963, e passou a fazer parte dos projetos do mesmo. Em 1965 fez parte do elenco da peça Reportagem de Um Tempo Mau, colagem de textos e cenas de Plínio e de outros autores, proibido pela Censura Federal, que teve uma única apresentação no Teatro de Arena, a portas fechadas.
Sua estreia na televisão foi em 1968, na novela Beto Rockfeller na Rede Tupi, emissora em que trabalhou até o ano de 1978. Durante esses 10 anos de Rede Tupi, Walderez fez várias novelas entre elas os sucessos Simplesmente Maria, O Machão e Papai Coração.
Em 1969, tentou montar o espetáculo Abajur Lilás, sob direção de Paulo Goulart, porém, novamente, sofreu com a censura da época. Uma nova tentativa dá-se em 1975, com direção de Antônio Abujamra, e uma nova proibição, agora às vésperas da estreia. Foi apenas em 1980 que o texto pode ir aos palcos, com direção de Fauzi Arap. Seu desempenho foi muito aclamado pela crítica, apresentando um comovente trabalho. Sua atuação lhe rendeu os troféus Moliére e Troféu Mambembe de melhor atriz.
Deu vida, em 1970, o papel-título de Balbina de Iansã, numa encenação de Plínio realizada na quadra da Escola de Samba Camisa Verde e Branco. Volta aos palcos em 1977 para dividir o palco com Ewerton de Castro em O Poeta da Vila e Seus Amores, texto de Plínio Marcos dedicado a Noel Rosa que inaugura a sala do Teatro Popular do Sesi - TPS, na Av. Paulista, com direção de Osmar Rodrigues Cruz. Segue-se Mocinhos Bandidos, texto e direção de Fauzi Arap, em 1979. Sob a direção de Jorge Takla e ao lado de Cleyde Yáconis, interpreta O Jardim das Cerejeiras, de Anton Tchekhov, em grande estilo. Com o mesmo diretor participa de outras montagens bem-sucedidas nos anos seguintes: Agnes de Deus, de John Pielmeier, em 1982, e Electra, de Sófocles, em 1987, vivendo uma intensa Clitmnestra.
Em 1985, estreia um papel escrito sob medida para ela - Madame Blavatski - original que lhe vale premiações e marca uma guinada na vida de Plínio Marcos, orientando-o para o misticismo. No ano seguinte, vive um clown em Balada de Um Palhaço, outra criação de Plínio dirigida por Odavlas Petti.
Com o Grupo TAPA faz Solness, O Construtor, de Henrik Ibsen, em 1988, ao lado de Paulo Autran e direção de Eduardo Tolentino de Araújo. Além de participar de Nossa Cidade, montagem do grupo destinada a percorrer cidades do interior. Após dez anos afastada da teledramaturgia, regressou em 1988 para fazer parte do elenco da minissérie Sampa, marcando, assim, a estreia de Walderez na Rede Globo.
Em 1990, faz a novela Brasileiras e Brasileiros no SBT. Em 1992, volta, com o mesmo grupo, a co-escrever e interpretar o recital de poemas de canções de Jacques Prévert As Portas da Noite, em delicado e atrativo desempenho. Em Max, um monólogo alemão de Manfred Kage dirigido por Val Folly, representa uma figura masculina, em 1991. Mais uma vez com texto de Plínio Marcos surge em 1993, na direção de Eduardo Tolentino de Araújo, Querô, uma Reportagem Maldita, onde encarna uma prostituta favelada; papel diametralmente oposto ao de Arkádina, a rica e inconseqüente atriz de A Gaivota, de Anton Tchekhov, em montagem conduzida por Francisco Medeiros nos porões do Centro Cultural São Paulo - CCSP no mesmo ano.
Sua primeira novela na Rede Globo, foi Cara & Coroa em 1995, onde deu vida a uma guarda penitenciária, chamada Souza. No ano seguinte, encarna um de seus papéis mais marcantes na televisão, a geniosa Judite em O Rei do Gado. A novela fez um grande sucesso na crítica e na audiência, e sua personagem também, ao lado do consagrado ator Raul Cortez, sendo ganhadora do Troféu APCA de melhor atriz coadjuvante.
Após participações em minisséries e seriados na emissora, Rede Globo, voltou a chamar atenção em 2000, em outro grande sucesso da teledramaturgia brasileiro, Laços de Família. Na trama ela deu vida à costureira Ema, mãe da personagem interpretada por Giovanna Antonelli, Capitu, que escondia dos pais seu trabalho na prostituição. Em 2001, emenda outro grande sucesso, O Clone, dando vida à muçulmana Sálua Rachid, mãe da protagonista Jade, repetindo parceria com Giovanna Antonelli.
Em 2002, interpretou a vilã Judite em Desejos de Mulher, uma mulher machista, neurótica e controladora. Em 2003, interpretara a governanta Alzira em Mulheres Apaixonadas. Em 2005, deu vida a doce e bondosa Adelaide, em Alma Gêmea. Na trama, sua personagem era mãe das personagens interpretadas por Ana Lúcia Torre e Elizabeth Savalla, apesar da pouca diferença de idade entre as atrizes, 4 e 14 anos, respectivamente.
Em 2006 esteve na novela Páginas da Vida, interpretando Constância. Após alguns anos, participando de telenovelas e seriados, voltou a se destacar em 2010, em Escrito nas Estrelas, onde deu vida à mal-humorada Zenilda, realizando uma incrível parceria com a atriz Jandira Martini, a qual interpretava irmã de sua personagem. Em 2011, interpretou a mãe do protagonista de Morde e Assopra, Hortência. A convite de Glória Perez, integrou o elenco de Salve Jorge em 2012 para interpretar a turca Cyla.

## Filmografia

### Televisão
| Ano  | Título                            | Personagem                    | Notas                                             |
| ---- | --------------------------------- | ----------------------------- | ------------------------------------------------- |
| 1968 | Beto Rockfeller                   | Mercedes                      |                                                   |
| 1969 | João Juca Jr.                     | Maria                         | Episódio: "15 de dezembro"                        |
| 1970 | Simplesmente Maria                | Teresa                        |                                                   |
| 1974 | O Machão                          | Serafina                      |                                                   |
| 1976 | Papai Coração                     | Irmã Matilde                  |                                                   |
| 1976 | Canção para Isabel                | Ruth                          | Episódio: "61"                                    |
| 1978 | Salário Mínimo                    | Augusta                       |                                                   |
| 1989 | Sampa                             | Sara                          |                                                   |
| 1990 | Brasileiras e Brasileiros         | Cândida                       |                                                   |
| 1995 | Cara & Coroa                      | Souza                         |                                                   |
| 1996 | O Rei do Gado                     | Judite Berdinazzi             |                                                   |
| 1998 | Dona Flor e Seus Dois Maridos     | Dona Rosilda                  |                                                   |
| 1998 | Hilda Furacão                     | Emerenciana Drummond (Ciana)  |                                                   |
| 1999 | Luna Caliente                     | Carmem                        |                                                   |
| 1999 | Você Decide                       | Isaura                        | Episódio: "Bruxaria"                              |
| 1999 | Você Decide                       | —                             | Episódio: "Numa e a Ninfa"                        |
| 2000 | Laços de Família                  | Ema Gomes                     |                                                   |
| 2001 | O Clone                           | Salua Rachid                  | Episódio: "1 de outubro"                          |
| 2002 | Desejos de Mulher                 | Judite Moreno                 |                                                   |
| 2003 | Mulheres Apaixonadas              | Alzira Vicenza Macedo         |                                                   |
| 2005 | A História de Rosa                | Violeta                       | Especial 40 Anos da Globo                         |
| 2005 | Alma Gêmea                        | Adelaide Ávilla               |                                                   |
| 2005 | Carga Pesada                      | Leontina                      | Episódio: "Penúltimo Desejo"                      |
| 2006 | Páginas da Vida                   | Constância Ribeiro            |                                                   |
| 2008 | Alice                             | Glícia Zanetti                |                                                   |
| 2008 | Ciranda de Pedra                  | Ramira Lemos                  |                                                   |
| 2008 | Xuxa e as Noviças                 | Suméria                       | Telefilme                                         |
| 2009 | Paraíso                           | Dona Ida                      |                                                   |
| 2010 | Alice: um Especial em Duas Partes | Glícia Zanetti                | Episódio: "O Primeiro Dia do Resto da Minha Vida" |
| 2010 | Escrito nas Estrelas              | Zenilda Salmon                |                                                   |
| 2011 | Morde & Assopra                   | Hortência Martins de Medeiros |                                                   |
| 2012 | Salve Jorge                       | Cyla                          |                                                   |
| 2015 | Sete Vidas                        | Iara Martins Vieira           |                                                   |
| 2016 | Tempero Secreto                   | Maroca                        | Temporada 1                                       |
| 2019 | Éramos Seis                       | Dona Marlene de Lemos         |                                                   |
| 2020 | Hebe                              | Esther Camargo                |                                                   |
| 2022 | Independências                    | Maria I de Portugal           |                                                   |
| 2023 | Betinho - No Fio da Navalha       | Dona Maria                    |                                                   |
| 2024 | Os Outros                         | Regina Nogueira               | Episódio: "5"                                     |

### Cinema
| Ano  | Título                         | Personagem               | Notas          |
| ---- | ------------------------------ | ------------------------ | -------------- |
| 1970 | Juliana do Amor Perdido        |                          |                |
| 1993 | Opressão                       | Mãe                      | Curta-metragem |
| 1994 | Amor Materno                   |                          |                |
| 1998 | Os Três Zuretas                | Vó Joana                 |                |
| 1999 | Outras Estórias                | Efigênia                 |                |
| 2001 | Tônica Dominante               | Senhora Distinta         |                |
| 2001 | Copacabana                     | Salete                   |                |
| 2010 | Quincas Berro d'Água           | Tia Marisa               |                |
| 2013 | Dores de Amores                | Tarológa                 |                |
| 2017 | Cora Coralina - Todas as Vidas | Cora Coralina            |                |
| 2019 | Hebe: A Estrela do Brasil      | Esther Magalhães Camargo |                |
| 2022 | Pureza                         | Ruth Vilela              |                |

## Teatro[17]
Em mais de sessenta anos de carreira, participou de dezenas de espetáculos teatrais, interpretando de tudo: da clássica tragédia grega à comédia de boulevard, dos musicais a espetáculos de vanguarda. Sempre ao lado de grandes nomes, do elenco à direção. A seguir, alguns de seus grandes sucessos:
| Ano       | Título                                    | Autoria                                 | Direção                     | Notas                 |
| --------- | ----------------------------------------- | --------------------------------------- | --------------------------- | --------------------- |
| 1961      | O Balanço                                 | —                                       | Fauzi Arap                  | Teatro amador         |
| 1962      | A Árvore que Andava                       | Oscar Von Pfuhl                         | Plínio Marcos               | Teatro amador         |
| 1962      | Enquanto os Navios Atracam                | Plínio Marcos                           | Plínio Marcos               | Teatro amador         |
| 1963      | Onde Canta o Sabiá                        | Gastão Tojeiro                          | Hermilo Borba Filho         | Estreia profissional  |
| 1964      | Reportagem de um Tempo Mau                | Plínio Marcos                           | Plínio Marcos               | Censurada             |
| 1965      | Jornada de um Imbecil até o Entendimento  | Plínio Marcos                           | Plínio Marcos               | Censurada             |
| 1967      | Navalha na Carne                          | Plínio Marcos                           | Plínio Marcos               | Apenas Produção       |
| 1968      | Homens de Papel                           | Plínio Marcos                           | Jairo Arco e Flexa          |                       |
| 1969      | Fernando ou O Cinto Acusador              | Martins Pena                            | Benedito Corsi              |                       |
| 1970      | Balbina de Iansã                          | Plínio Marcos                           | Plínio Marcos               |                       |
| 1971-1972 | Quando as Máquinas Param                  | Plínio Marcos                           | Jonas Bloch                 |                       |
| 1975      | Bye, Bye, Pororoca                        | Mah Luly e Timó                         | Antônio Abujamra            |                       |
| 1977-1978 | Noel Rosa: O Poeta da Vila e Seus Amores  | Plínio Marcos                           | Osmar Rodrigues Cruz        |                       |
| 1979      | Mocinhos e Bandidos                       | Fauzi Arap                              | Fauzi Arap                  |                       |
| 1980      | Abajur Lilás                              | Plínio Marcos                           | Fauzi Arap                  |                       |
| 1981      | O Jardim das Cerejeiras                   | Anton Tchekov                           | Jorge Takla                 |                       |
| 1982      | Agnes de Deus                             | John Pielmeier                          | Jorge Takla                 |                       |
| 1983      | Quase 84                                  | Fauzi Arap                              | Márcio Aurélio              |                       |
| 1984      | Um Tiro no Coração                        | Oswaldo Mendes                          | Plínio Rigon                |                       |
| 1985      | Madame Blavatsky                          | Plínio Marcos                           | Jorge Takla                 |                       |
| 1985      | Piaf                                      | Pam Gems                                | Flávio Rangel               | com Bibi Ferreira     |
| 1986      | A Balada de um Palhaço                    | Plínio Marcos                           | Odavlas Petti               |                       |
| 1987      | Electra                                   | Sófocles                                | Jorge Takla                 |                       |
| 1988      | Lago 21                                   | Baseado em Anton Tchekhov e Shakespeare | Jorge Takla                 |                       |
| 1988      | Tudo no Escuro                            | Peter Shaffer                           | Silnei Siqueira             |                       |
| 1989      | Solness, o Construtor                     | Henrik Ibsen                            | Eduardo Tolentino de Araújo | com Paulo Autran      |
| 1989      | Nossa Cidade                              | Thornton Wilder                         | Eduardo Tolentino de Araújo |                       |
| 1990      | Max                                       | Manfred Karge                           | Val Folly                   |                       |
| 1993      | Querô, uma Reportagem Maldita             | Plínio Marcos                           | Eduardo Tolentino de Araújo |                       |
| 1994      | A Gaivota                                 | Anton Tchekov                           | Jorge Takla                 |                       |
| 1994      | As Traças da Paixão                       | Alcides Nogueira                        | Márcio Aurélio              |                       |
| 1995      | Bang-Bang, Quando os Revólveres não Matam | Leo Lama                                | Oswaldo Mendes              |                       |
| 1996      | A Gaivota                                 | Anton Tchekov                           | Jorge Takla                 |                       |
| 1997      | Medéia                                    | Eurípedes                               | Jorge Takla                 |                       |
| 1999      | A Rainha da Beleza de Leenane             | Martin McDonagh                         | Carla Camurati              |                       |
| 1999      | Tu e Eu                                   | Jalal-ud Din Rumi                       | Jorge Takla                 |                       |
| 2001      | As Cidades Invisíveis                     | Italo Calvino                           | Marcia Abujamra             |                       |
| 2001      | O Evangelho segundo Jesus Cristo          | José Saramago                           | José Possi Neto             |                       |
| 2004-2005 | Fausto Zero                               | Goethe                                  | Gabriel Villela             |                       |
| 2011-2012 | Hécuba                                    | Hécuba                                  | Gabriel Villela             | [ 18 ]                |
| 2013      | A Casa de Bernarda Alba                   | Federico Garcia Lorca                   | Elias Andreato              |                       |
| 2020      | As Portas da Noite                        | Jacques Prévert                         | Eduardo Tolentino de Araújo |                       |
| 2022      | A Semente de Romã                         | Luis Alberto de Abreu                   | Ruy Cortez e Marina Nogaeva |                       |
| 2022      | As Três Irmãs                             | Anton Tchekov                           | Ruy Cortez e Marina Nogaeva |                       |
| 2024      | Tio Vânia                                 | Anton Tchekov                           | Eduardo Tolentino de Araújo | Retorno ao Grupo Tapa |

## Prêmios e indicações
| Ano  | Premiação                        | Categoria                | Nomeação                    | Resultado |
| ---- | -------------------------------- | ------------------------ | --------------------------- | --------- |
| 1980 | Prêmio Molière                   | Melhor Atriz             | O Abajur Lilás              | Venceu    |
| 1980 | Troféu Mambembe                  | Melhor Atriz             | O Abajur Lilás              | Venceu    |
| 1985 | Prêmio Molière                   | Melhor Atriz             | Madame Blavatsky            | Venceu    |
| 1985 | Troféu Mambembe                  | Melhor Atriz             | Madame Blavatsky            | Venceu    |
| 1990 | Prêmio Molière                   | Melhor Atriz             | Max                         | Venceu    |
| 1990 | Troféu Mambembe                  | Melhor Atriz             | Max                         | Venceu    |
| 1997 | Troféu APCA                      | Melhor atriz coadjuvante | O Rei do Gado               | Venceu    |
| 1999 | Prêmio de Teatro Cultura Inglesa | Melhor Atriz             | Rainha da Beleza de Leenane | Venceu    |
| 2010 | Prêmio Quem de Televisão         | Melhor atriz coadjuvante | Escrito nas Estrelas        | Indicado  |
| 2013 | Prêmio Shell                     | Melhor atriz             | Hécuba                      | Indicado  |